# Équipe de France de rugby à XV en 2025
L'équipe de France de rugby à XV, en 2025, dispute son 95e Tournoi des Six Nations, une tournée en Nouvelle-Zélande et affronte l'Afrique du Sud, les Fidji et l'Australie lors des tests d'automne.
L'équipe est dirigée par l'ancien demi de mêlée Fabien Galthié.

## Déroulé

### Tournoi des Six Nations
L'équipe de France ouvre le Tournoi des Six Nations 2025 en recevant les Gallois le vendredi 31 janvier. Le XV de France se rend par la suite en Angleterre, puis en Italie et en Irlande, avant de retrouver le Stade de France pour recevoir l'Écosse. 
Lors de la première journée, les Français se défont aisément d'un faible équipe galloise 43  à 0, inscrivant 7 essais, dont des doublés des ailiers Attissogbe et Bielle-Biarrey. Néanmoins, Romain Ntamack, qui faisait son retour après près d'un an et demi d'absence, et exclu sur carton rouge à la 71e, et est suspendu 3 semaines, pouvant être ramené à 2 après le suivi d'un stage de sensibilisation. Lors de la deuxième journée du Tournoi, les Bleus manquent de nombreuses actions, à la suite d'imprécisions et de fautes de main à répétition, ne parvenant pas à décrocher l'Angleterre, qui revient à la dernière minute par un essai de Daly et l'emporte d'un point à domicile, 26 à 25.  
Après une semaine de pause, les Bleus se rendent à Rome pour défier des Italiens sortant d'une victoire à domicile face au Pays de Galles. Pour ce match, le staff de Fabien Galthié teste pour la première fois une composition avec un banc comportant sept avants et un seul trois-quarts, en vue de maintenir un niveau d'engagement physique constant sur tout le match. La mise en place de ce système marque le retour sur la feuille de match de Maxime Lucu, plus apte à jouer à l'ouverture si besoin que le jeune Nolann Le Garrec. Après avoir été accroché durant trente minutes, les Bleus déroulent et l'emportent aisément sur le score fleuve de 24 à 73. Ce match bat plusieurs records, notamment la plus large victoire des Bleus dans le Tournoi, depuis qu'il est passé à six nations, ou le plus grand nombre d'essais inscrits dans un match du Tournoi.  
Après que le centre irlandais Garry Ringrose ait écopé d'un carton rouge lors du match de la 3e journée contre le Pays de Galles, la décision de la commission de discipline à son égard fait naître de vives contestations de la part du staff des Bleus. En effet, l'Irlandais a été sanctionné pour la même faute qui avait été reproché à Romain Ntamack lors de la 1re journée et a écopé de la même peine finale de deux semaines de suspension. Nénamoins, la commission a validé le fait qu'un match d'United Rugby Championship du Leinster, disputé pendant la semaine de repos du Tournoi, puisse compter comme un match de suspension, ce qui avait été refusé à l'ouvreur français. Fabien Galthié demande alors des clarifications à World Rugby. 
Deux semaines après, lors de la quatrième journée, les Français jouent pour s'offrir le droit d'espérer gagner le Tournoi, en affrontant l'Irlande à Dublin, encore invaincue et seule en lice pour le grand chelem. Les Bleus ont une nouvelle fois aligné un banc en 7-1 et peuvent compter sur le retour de l'ouvreur Romain Ntamack, de retour de suspension et titularisé à l'ouverture. Après une première mi-temps serrée (6-8), au cours de laquelle le XV de France perd son capitaine Antoine Dupont à la 26e minute, victime d'une rupture d'un ligament croisé, le XV de France prend l'ascendant sur son adversaire, menant 42-13 à la 78e minute du match, avant d'encaisser deux essais irlandais, sans importance sur l'issu du match, les Bleus l'emportant 27 à 42. À la suite de ce match, le sélectionneur du XV de France Fabien Galthié annonce couloir citer en commission de discipline trois joueurs irlandais : Tadhg Beirne et Andrew Porter, pour un déblayage ayant causé la blessure de Dupont, et Calvin Nash, auteur d'un contact tête contre tête avec Pierre-Louis Barrasi à la 47e minute, sanctionné par le bunker d'un simple carton jaune,. Sa demande ne sera néanmoins pas acceptée. Avant de recevoir l'Ecosse, le XV de France a donc son destin en main : les Bleus sont sûrs de remporter le trophée en cas de victoire bonifié et possède une marge suffisante en écart de point pour résister à un retour de l'Angleterre en cas de victoire sans bonus. En cas de match nul ou de défaite, les Bleus seraient alors dépendant des résultat de l'Angleterre à Cardiff et de l'Irlande à Rome pour savoir s'ils pourront remporter leur 27e Tournoi. 
Pour la dernière journée, l'équipe de France assure la victoire finale dans le tournoi en s'imposant avec le bonus offensif au Stade de France face aux Ecossais dans un match rugueux où les bleus auront été moins dominant que lors des deux dernières rencontres, mais l'emportent tout de même 35 à 16, bonus à la clé. 

### Tournée d'été en Nouvelle-Zélande
Les Bleus disputent une dernière tournée d'été en Nouvelle-Zélande, avant l'instauration de la Coupe des nations annoncée en 2026. Cette tournée comporte trois matchs contre les All Blacks et l'équipe de France A dispute au préalable un match amical contre l'Angleterre à Twickenham.
Cette tournée, à l'instar des précédentes du mandat Galthié, se fait sans les principaux joueurs de l'équipe de France, dits « premium », ce qui déclenche, à l'annonce de cette nouvelle, une polémique en Nouvelle-Zélande et la déception des instances officielles, qui comptaient sur cette tournée pour obtenir des recettes importantes en médiatisant le venue de joueurs parmi les meilleurs au monde pour créer de l'engouement autour de cette tournée.

### Tournée d'automne
Le XV de France affronte lors de la tournée d'automne l'équipe d'Afrique du Sud pour la première fois depuis la confrontation en quart de finale de la Coupe du monde 2023 ayant tourné en faveur des Springboks et mis fin aux espoirs français lors de cette Coupe du monde « à domicile ». Puis l'équipe de France affronte les Fidji et l'Australie pour conclure la tournée d'automne.

## Feuilles de match

### Tournoi des Six Nations
| Journée 1 Vendredi 31 janvier 2025 21 h 15 | France (bo) | 43 - 0 (28 - 0) | Pays de Galles                                     | Stade de France, Saint-Denis 77 752 spectateurs Arbitre : Paul Williams |
| Journée 1 Vendredi 31 janvier 2025 21 h 15 | Essai(s) : 7 Attissogbe (18e,34e), Bielle-Biarrey (23e,40e), Marchand (55e), Gailleton (68e), Alldritt (78e) Transformation(s) : 4 Ramos (18e,23e,34e,40e) Carton(s) rouge(s) : 1 Ntamack (71e) |                 | Carton(s) jaune(s) : 2 Lloyd (31e), F.Thomas (76e) | Stade de France, Saint-Denis 77 752 spectateurs Arbitre : Paul Williams |
| Journée 1 Vendredi 31 janvier 2025 21 h 15 | |                 |                                                    | Stade de France, Saint-Denis 77 752 spectateurs Arbitre : Paul Williams |

| Journée 2 Samedi 8 février 2025 17 h 45 | Angleterre (bo) | 26 - 25 (7 - 7) | France (bd) | Stade de Twickenham, Twickenham 81 912 spectateurs Arbitre : Nika Amashukeli |
| Journée 2 Samedi 8 février 2025 17 h 45 | Essai(s) : 4 Lawrence (36e), Freeman (58e), Baxter (70e), Daly (79e) Transformation(s) : 3 M.Smith (36e), F.Smith (70e,79e) |                 | Essai(s) : 3 Bielle-Biarrey (30e,75e), Penaud (61e) Transformation(s) : 2 Ramos (30e,75e) Pénalité(s) : 2 Ramos (50e,56e) | Stade de Twickenham, Twickenham 81 912 spectateurs Arbitre : Nika Amashukeli |
| Journée 2 Samedi 8 février 2025 17 h 45 | |                 | | Stade de Twickenham, Twickenham 81 912 spectateurs Arbitre : Nika Amashukeli |

| Journée 3 Dimanche 23 février 2025 16 h | Italie | 24 - 73 (17 - 35) | France (bo) | Stade olympique, Rome 65 766 spectateurs Arbitre : Karl Dickson |
| Journée 3 Dimanche 23 février 2025 16 h | Essai(s) : 3 Menoncello (11e), Brex (27e), P.Garbisi (61e) Transformation(s) : 3 Allan (11e,27e), P.Garbisi (61e) Pénalité(s) : 1 Allan (17e) |                   | Essai(s) : 11 Guillard (14e), Mauvaka (21e), Dupont (24e,54e), Boudehent (30e), Barré (39e,65e), Alldritt (45e), Bielle-Biarrey (49e), Attissogbe (75e), Barassi (80e) Transformation(s) : 9 Ramos (14e,21e,24e,30e,39e,45e,54e,65e), Lucu (75e) | Stade olympique, Rome 65 766 spectateurs Arbitre : Karl Dickson |
| Journée 3 Dimanche 23 février 2025 16 h | |                   | | Stade olympique, Rome 65 766 spectateurs Arbitre : Karl Dickson |

| Journée 4 Samedi 8 mars 2025 15 h 15 | Irlande | 27 - 42 (6 - 8) | France (bo) | Aviva Stadium, Dublin Arbitre : Angus Gardner |
| Journée 4 Samedi 8 mars 2025 15 h 15 | Essai(s) : 3 Sheehan (40e+3), Healy (78e), Conan (80e+1) Transformation(s) : 3 Prendergast (40e+3,78e,80e+1) Pénalité(s) : 2 Prendergast (35e,40e) Carton(s) jaune(s) : 2 J.McCarthy (20e), Nash (47e) |                 | Essai(s) : 5 Bielle-Biarrey (21e,50e), Boudehent (47e), Jégou (59e), Penaud (75e) Transformation(s) : 4 Ramos (47e,50e,59e,75e) Pénalité(s) : 3 Ramos (36e,56e,68e) Carton(s) jaune(s) : 1 Cros (74e) | Aviva Stadium, Dublin Arbitre : Angus Gardner |
| Journée 4 Samedi 8 mars 2025 15 h 15 | |                 | | Aviva Stadium, Dublin Arbitre : Angus Gardner |

| Journée 5 Samedi 15 février 2025 21 h | France (bo) | 35 - 16 (16 - 13) | Écosse | Stade de France, Saint-Denis 78 226 spectateurs Arbitre : Matthew Carley |
| Journée 5 Samedi 15 février 2025 21 h | Essai(s) : 4 Moefana (18e,62e), Bielle-Biarrey (43e), Ramos (57e) Transformation(s) : 3 Ramos (18e,43e,57e) Pénalité(s) : 3 (4e,26e,39e) Carton(s) jaune(s) : 2 Mauvaka (21e), Gros (36e) |                   | Essai(s) : 1 Graham (29e) Transformation(s) : 1 Russell (29e) Pénalité(s) : 3 Russell (21e,36e,51e) Carton(s) jaune(s) : 1 Ritchie (12e) | Stade de France, Saint-Denis 78 226 spectateurs Arbitre : Matthew Carley |
| Journée 5 Samedi 15 février 2025 21 h | |                   | | Stade de France, Saint-Denis 78 226 spectateurs Arbitre : Matthew Carley |

### Tournée d'été
| Samedi 21 juin 2025 16 h 15 | Angleterre XV | 24 - 26 (19 - 12) | France A | Stade de Twickenham, Twickenham Arbitre : Hollie Davidson |
| Samedi 21 juin 2025 16 h 15 | Essai(s) : 4 Willis (23e), Coles (27e), Carpenter (39e), Dombrandt (59e) Transformation(s) : 2 Ford (23e,39e) Carton(s) rouge(s) : 1 Feyi-Waboso (33e) |                   | Essai(s) : 4 Barlot (6e), Auradou (9e), Mallez (74e), Taofifénua (80e+1) Transformation(s) : 3 Le Garrec (9e), Hastoy (74e,80e+1) Carton(s) rouge(s) : 1 Woki (55e) | Stade de Twickenham, Twickenham Arbitre : Hollie Davidson |
| Samedi 21 juin 2025 16 h 15 | |                   | | Stade de Twickenham, Twickenham Arbitre : Hollie Davidson |

| Samedi 5 juillet 2025 | Nouvelle-Zélande | – | France | Forsyth Barr Stadium, Dunedin |
| Samedi 5 juillet 2025 |                  |   |        | Forsyth Barr Stadium, Dunedin |
| Samedi 5 juillet 2025 |                  |   |        | Forsyth Barr Stadium, Dunedin |

| Samedi 12 juillet 2025 | Nouvelle-Zélande | – | France | Sky Stadium, Wellington |
| Samedi 12 juillet 2025 |                  |   |        | Sky Stadium, Wellington |
| Samedi 12 juillet 2025 |                  |   |        | Sky Stadium, Wellington |

| Samedi 19 juillet 2025 | Nouvelle-Zélande | – | France | FMG Stadium Waikato, Hamilton |
| Samedi 19 juillet 2025 |                  |   |        | FMG Stadium Waikato, Hamilton |
| Samedi 19 juillet 2025 |                  |   |        | FMG Stadium Waikato, Hamilton |

### Tournée d'automne
| Samedi 8 novembre 2025 | France | – | Afrique du Sud | Stade de France, Saint-Denis |
| Samedi 8 novembre 2025 |        |   |                | Stade de France, Saint-Denis |
| Samedi 8 novembre 2025 |        |   |                | Stade de France, Saint-Denis |

| Samedi 15 novembre 2025 | France | – | Fidji | Stade de France, Saint-Denis |
| Samedi 15 novembre 2025 |        |   |       | Stade de France, Saint-Denis |
| Samedi 15 novembre 2025 |        |   |       | Stade de France, Saint-Denis |

| Samedi 22 novembre 2025 | France | – | Australie | Stade de France, Saint-Denis |
| Samedi 22 novembre 2025 |        |   |           | Stade de France, Saint-Denis |
| Samedi 22 novembre 2025 |        |   |           | Stade de France, Saint-Denis |

## Joueurs

### Liste des sélectionnés
Récapitulatif des joueurs sélectionnés avec le XV de France durant l'année 2025.
| Joueurs               | Club 2024-2025        | Club 2025-2026 | Pos.                      | Sél. (cap.) | Pts | Ess. | Tr. | Pén. | Dp. |
| --------------------- | --------------------- | -------------- | ------------------------- | ----------- | --- | ---- | --- | ---- | --- |
| Dorian Aldegheri      | Stade toulousain      | -              | Pilier                    | 3           | -   | -    | -   | -    | -   |
| Grégory Alldritt      | Stade rochelais       | -              | Troisième ligne centre    | 5 (1)       | 10  | 2    | -   | -    | -   |
| Uini Atonio           | Stade rochelais       | -              | Pilier                    | 5           | -   | -    | -   | -    | -   |
| Théo Attissogbe       | Section paloise       | -              | Ailier                    | 2           | 15  | 3    | -   | -    | -   |
| Hugo Auradou          | Section paloise       | -              | Deuxième ligne            | 4           | -   | -    | -   | -    | -   |
| Cyril Baille          | Stade toulousain      | -              | Pilier                    | 5           | -   | -    | -   | -    | -   |
| Pierre-Louis Barassi  | Stade toulousain      | -              | Centre                    | 4           | 5   | 1    | -   | -    | -   |
| Léo Barré             | Stade français        | -              | Arrière                   | 1           | 10  | 2    | -   | -    | -   |
| Louis Bielle-Biarrey  | Union Bordeaux Bègles | -              | Ailier                    | 5           | 40  | 8    | -   | -    | -   |
| Paul Boudehent        | Stade rochelais       | -              | Troisième ligne aile      | 5           | 10  | 2    | -   | -    | -   |
| Georges-Henri Colombe | Montpellier HR        | -              | Pilier                    | 2           | -   | -    | -   | -    | -   |
| François Cros         | Stade toulousain      | -              | Troisième ligne aile      | 5           | -   | -    | -   | -    | -   |
| Antoine Dupont        | Stade toulousain      | -              | Demi de mêlée             | 4 (4)       | 10  | 2    | -   | -    | -   |
| Thibaud Flament       | Stade toulousain      | -              | Deuxième ligne            | 3           | -   | -    | -   | -    | -   |
| Gaël Fickou           | Racing 92             |                | Centre                    | 1           |     |      |     |      |     |
| Émilien Gailleton     | Section paloise       | -              | Centre                    | 1           | 5   | 1    | -   | -    | -   |
| Jean-Baptiste Gros    | RC Toulon             | -              | Pilier                    | 5           | -   | -    | -   | -    | -   |
| Mickaël Guillard      | Lyon OU               | -              | Deuxième ligne            | 5           | 5   | 1    | -   | -    | -   |
| Matthieu Jalibert     | Union Bordeaux Bègles | -              | Demi d'ouverture          | 1           | -   | -    | -   | -    | -   |
| Oscar Jégou           | Stade rochelais       | -              | Troisième ligne aile      | 5           | 5   | 1    | -   | -    | -   |
| Anthony Jelonch       | Stade toulousain      | -              | Troisième ligne aile      | 3           | -   | -    | -   | -    | -   |
| Nolann Le Garrec      | Racing 92             | -              | Demi de mêlée             | 3           | -   | -    | -   | -    | -   |
| Maxime Lucu           | Union Bordeaux Bègles | -              | Demi de mêlée             | 3           | 2   | -    | 1   | -    | -   |
| Julien Marchand       | Stade toulousain      | -              | Talonneur                 | 5           | 5   | 1    | -   | -    | -   |
| Peato Mauvaka         | Stade toulousain      | -              | Talonneur                 | 5           | 5   | 1    | -   | -    | -   |
| Yoram Moefana         | Union Bordeaux Bègles | -              | Centre                    | 5           | 10  | 2    | -   | -    | -   |
| Emmanuel Meafou       | Stade toulousain      | -              | Deuxième ligne            | 4           | -   | -    | -   | -    | -   |
| Romain Ntamack        | Stade toulousain      | -              | Demi d'ouverture          | 3           | -   | -    | -   | -    | -   |
| Damian Penaud         | Union Bordeaux Bègles | -              | Ailier                    | 3           | 10  | 2    | -   | -    | -   |
| Thomas Ramos          | Stade toulousain      | -              | Arrière, demi d'ouverture | 5           | 71  | 1    | 21  | 8    | -   |
| Alexandre Roumat      | Stade rochelais       | -              | Troisième ligne aile      | 3           | -   | -    | -   | -    | -   |
| Romain Taofifénua     | Racing 92             | -              | Deuxième ligne            | 1           | -   | -    | -   | -    | -   |

## Statistiques
| Rang | Joueur               | Poste   | Points | Essais | Transf. | Pén. | Drops |
| ---- | -------------------- | ------- | ------ | ------ | ------- | ---- | ----- |
| 1    | Thomas Ramos         | Arrière | 71     | 1      | 21      | 8    | -     |
| 2    | Louis Bielle-Biarrey | Ailier  | 40     | 8      | -       | -    | -     |
| 3    | Théo Attissogbe      | Ailier  | 15     | 3      | -       | -    | -     |

| Rang | Joueur               | Poste                  | Essais |
| ---- | -------------------- | ---------------------- | ------ |
| 1    | Louis Bielle-Biarrey | Ailier                 | 8      |
| 2    | Théo Attissogbe      | Ailier                 | 3      |
| 3    | Damian Penaud        | Ailier                 | 2      |
| -    | Paul Boudehent       | Troisième ligne aile   | 2      |
| -    | Grégory Alldritt     | Troisième ligne centre | 2      |
| -    | Antoine Dupont       | Demi de mêlée          | 2      |
| -    | Léo Barré            | Arrière                | 2      |
| -    | Yoram Moefana        | Centre                 | 2      |